# Родригес Беррини, Диего Мартин
Дие́го Марти́н Родри́гес Берри́ни, либо просто Диего Родригес (исп. Diego Martín Rodríguez Berrini; 4 сентября 1989, Монтевидео), также известен по прозвищам «Торо» или «Торито» (исп. Toro; Torito) — уругвайский футболист, полузащитник оборонительного плана «Насьоналя» и в прошлом молодёжной и Олимпийской сборной Уругвая.

## Биография

### Клубная карьера
Диего Мартин Родригес является воспитанником клуба «Пласа Колония», в 2009 году он перешёл в «Дефенсор Спортинг», где в первом сезоне сыграл 16 матчей в Примере Уругвая. Дебютной для Диего стала игра против «Такуарембо» 28 октября 2009 года.
В следующие два сезона «Торито» стал твёрдым игроком основы «фиолетовых» — он сыграл 29 и 28 матчей соответственно, отметившись по одному забитому голу в каждом из сезонов.
С 2013 по 2021 год выступал за границей. После неудачной попытки закрепиться в итальянском «Удинезе», провёл один сезон в аргентинском клубе «Годой-Крус». Следующие четыре сезона провёл в «Индепендьенте». В 2017 году помог «красным дьяволам» выиграть Южноамериканский кубок.
В сезоне 2018/19 играл за мексиканскую «Тихуану». Первую половину сезона 2019/20 провёл в «Дефенсе и Хустисии», а затем уругваец перешёл в свою четвёртую аргентинскую команду — «Сан-Лоренсо де Альмагро».
В 2022 году вернулся на родину, подписав контракт с «Насьоналем».

### Карьера в сборной
В 2009 году Родригес был одним из лучших игроков в сборной Уругвая до 20 лет, которая завоевала право участвовать в молодёжном чемпионате мира, прошедшем в том же году в Египте. Уругвайцы вышли в 1/8 финала, но уступили Бразилии, будущему финалисту турнира. Вместе с «Торо» в той команде выступали, в частности, его будущие партнёры по Олимпийской сборной 2012 года: Леандро Кабрера, Максимильяно Кальсада, Абель Эрнандес, Николас Лодейро, Джонатан Урретабискайя, Себастьян Коатес, Табаре Вьюдес, Матиас Агиррегарай.
В октябре 2011 года Диего Мартин Родригес выиграл бронзовые медали Панамериканских игр в сборной Уругвая до 22 лет. Родригес был капитаном той сборной и одним из ключевых игроков. В июле 2012 года Оскар Вашингтон Табарес, тренер основной сборной Уругвая, возглавивший Олимпийскую футбольную команду, включил «Торо» в заявку сборной на Олимпийский футбольный турнир.
В ноябре 2011 года дважды вызывался в основную сборную Уругвая, однако не дебютировал в составе «селесте».

## Титулы и достижения
- Вице-чемпион Уругвая (1): 2010/11
- Обладатель Южноамериканского кубка (1): 2017
- Бронзовый призёр Панамериканских игр: 2011